# Pintura da França

A Liberdade guiando o povo, 1833, Delacroix

Pintura francesa é toda a pintura realizada na área onde atualmente fica a França.

## Pré-Historia
O exemplo mais importante de arte pré-histórica, dentro da arte rupestre, na França é a Caverna de Lascaux. Outras cavernas de destaque são: Caverna de Les Combarelles, Caverna de Font de Gaume e a Caverna de Rouffignac. As Grutas decoradas do vale do Vézère são consideradas Património Mundial pela UNESCO.
Existem outros locais de visitação como em Périgord, ao redor de Eyzies-de-Tayac, nos vales do Vézère e do Dordonha. Há outra região nos Pirenéus franceses, como as cavernas de Massar (Ariège), Gourdan (Alto Garona), Bruniquel (Tarn-et-Garonne) e outras nas regiões dos Pirenéus Atlânticos e Altos Pirenéus.

## Antiguidade

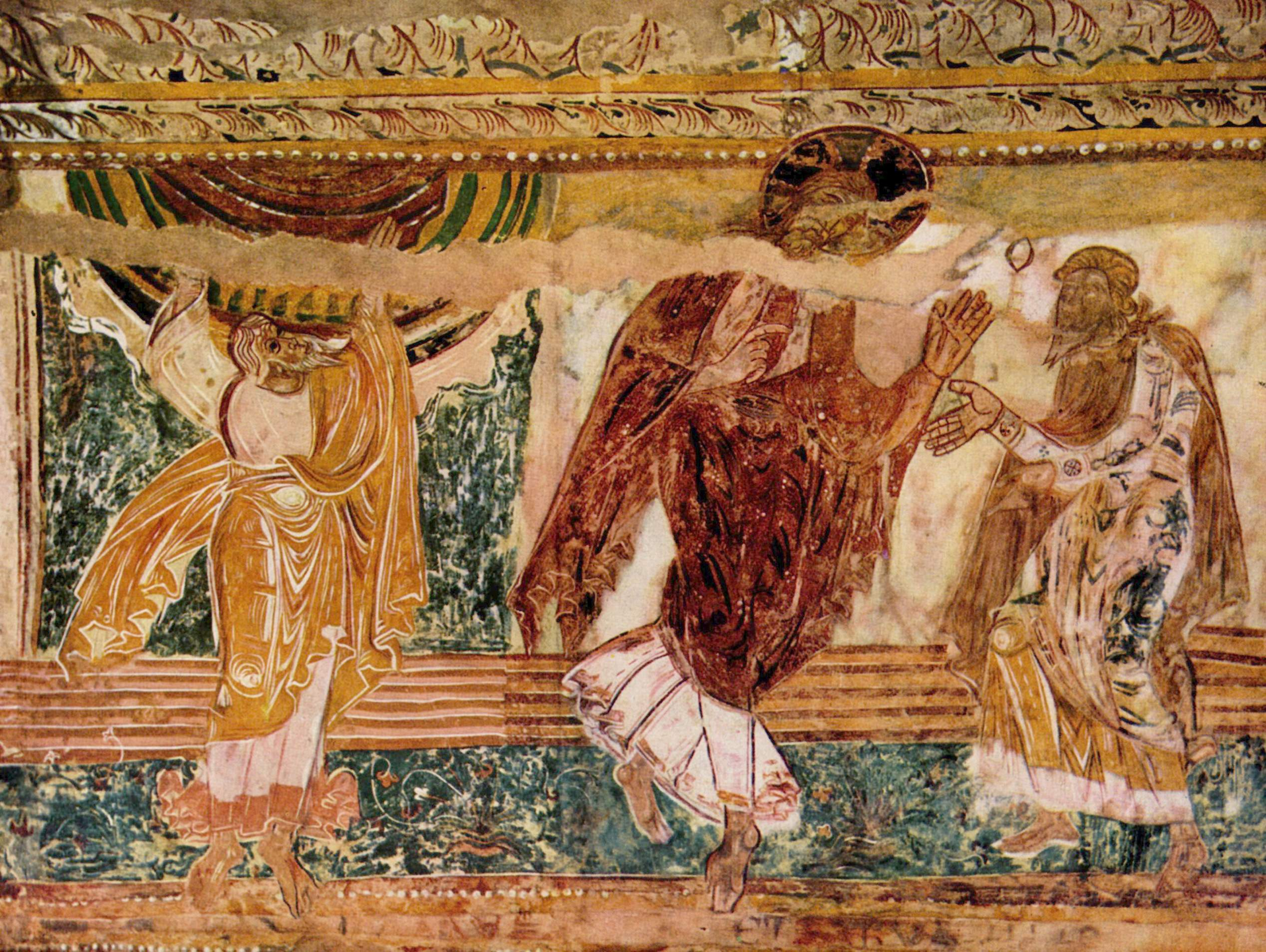
Pinturas murais sobre o apocalipse na Igreja de Saint Savin sur Gartempe: "Deus fala a Noé, século XII.

Da época do Império Romano se conservam alguns murais e mosaicos. As pinturas romanas se encontram sobretudo na Gália Narbonense. Os mosaicos se encontram em toda Gália romana.

## Idade Média
A pintura na região da França, na Idade Média, era produzida, principalmente através da arte carolíngia e arte merovíngia. O Renascimento da Arte Carolíngia, na segunda fase da arte do Românico europeu, determinou a produção de em murais e vitrais góticos, tais como os da Catedral de Chartres.
O chamado Gótico Internacional desenvolveu-se basicamente em Avignon, onde artistas de várias partes da Europa se reuniam na corte papal (e com eles os embaixadores, comerciantes, banqueiros, os peregrinos). O Mestre de Boucicaut, que trabalhou também na Catedral de Milão foi um dos pintores mais importantes da época. Os Irmãos Limbourg, vindos de Gueldres, também trabalharam nesta época para Filipe II, Duque da Borgonha e para o João, Duque de Berry, tendo se destacado com sua obra-prima: Les très riches heures du duc de Berry. 
No final do século XV, surgiu a figura de Jean Fouquet, que viajou para a Itália e lá entrou em contato com artistas como Fra Angelico, Domenico Veneziano e Piero della Francesca.
Na Borgonha surgiram muitas influências na pintura, como é o caso de Jean Malouel (tio dos Irmãos Limbourg), pintor da corte em 1396. Após sua morte, tomou seu lugar Henri Bellechose. 

### Artistas do Gótico
- André Beauneveu
- Enguerrand Quarton
- Hennequin de Bruges
- Henri Bellechose
- Irmãos Limbourg
- Jacquemart de Hesdin
- Jean Bapteur
- Jean Clouet
- Jean Colombe
- Jean de Beaumetz
- Jean Fouquet
- Jean Malouel
- Jean Pucelle
- Melchior Broederlam
- Mestre de Boucicaut
- Mestre de Bedford
- Mestre de Parement de Narbonne
- Mestre das Horas de Rohan
- Nicolas Froment
- Simon Marmion
- Villard de Honnecourt

## Renascimento
Em 1531, o pintor florentino Rosso Fiorentino, tendo perdido tudo no Saque de Roma de 1527, foi convidado pelo rei Francisco I para viajar para a França e decorar o Château de Fontainebleau. Para lá também foi, em 1532, Francesco Primaticcio (de Bolonha) e, em 1552, Niccolò dell'Abbate (de Modena), formando, assim, a Primeira Escola de Fontainebleau.
O estilo maneirista da escola influenciou outros artistas franceses, tais como os escultores Jean Goujon e Germain Pilon e também o retratista François Clouet, filho de Jean Clouet. 
Após um período de declínio, o rei Henrique IV renovou Fontainebleau trazendo o parisiense Toussaint Dubreuil, formando a Segunda Escola de Fontainebleau.

### Artistas do Renascimento
- Jean Fouquet
- Jean Clouet
- François Clouet
- Barthélemy d'Eyck
- Nicolas Froment
- Jean Hey (Maître de Moulins)
- Simon Marmion
- Enguerrand Quarton
- Corneille de Lyon
- Isaac Oliver

## Século XVII
O século XVII constitui um período rico para a pintura da França com a criação progressiva de uma verdadeira escola francesa de pintura. Dois dos maiores artistas do século XVII  celebrados em vida, são franceses: Nicolas Poussin e Claude Gellée.

## Século XVIII
A pintura francesa do século XVIII é marcada pelo gosto  rococó, que inspira todas as formas de arte.
Entre o fim do reinado de Luís XIV e o início da Regência, a pintura francesa evoluiu graças a grandes figuras como Antoine Watteau, Charles-André van Loo, Jean-François de Troy, François Boucher, Jean Siméon Chardin, Jean-Marc Nattier, Jean-Baptiste Greuze, Hubert Robert, Joseph Vernet e Jacques-Louis David. O século XVIII  também viu o desenvolvimento dos salões privados e da crítica artística, o que tornou possível "democratizar" a arte da pintura e formar a opinião pública. A multiplicação dos salões da Academia Real de Pintura e Escultura, seguida das mudanças trazidas pela Revolução, deram continuidade a esta tendência.

### Principais Pintores
- Jacques Aved (1702-1766)
- Michel-Bruno Bellengé (1726-1793)
- François Boucher (1703-1770)
- Antoine-François Callet (1741-1823)
- Jean Siméon Chardin (1699-1779)
- Jacques Louis David (1748-1825)
- Jean-Baptiste Deshays de Colleville (1729-1765)
- François-Hubert Drouais (Drouais le fils) (1727-1775)
- Joseph Duplessis (1725-1802)
- Jean-Jacques Durameau (1733-1796)
- Jean-Honoré Fragonard (1732-1806)
- Jean-Martial Frédou (1710-1795)
- Jean-Baptiste Greuze (1725-1805)
- Noël Hallé (1711-1781)
- Étienne Jeaurat (1699-1789)
- Nicolas Lancret (1690-1743)
- Quentin de La Tour (1704-1788)
- François Lemoyne (1688-1737)
- Jean-Baptiste Lemoyne (1704-1778)
- Nicolas-Bernard Lépicié (1735-1784)
- Jean-Étienne Liotard (1702-1789)
- Charles Amédée Philippe van Loo (1719-1795)
- Charles-André van Loo (Carle Van Loo) (1705-1765)
- Jean-Baptiste van Loo (1684-1745)
- Louis-Michel van Loo (1707-1771)
- Charles-Joseph Natoire (1700-1777)
- Jean-Marc Nattier (1685-1766)
- Jean-Baptiste Oudry (1686-1755)
- Jean-Baptiste Pater (1695-1736)
- Jean-Baptiste Perronneau (1715-1783)
- Maurice Quentin de La Tour (1704-1788)
- Jean Restout (1692-1768)
- Hubert Robert (1733-1808)
- Jean-François de Troy (1679-1752)
- Claude Joseph Vernet (1714-1789)
- Joseph-Marie Vien (1716-1809)
- Élisabeth Vigée Le Brun (1755-1842)
- Antoine Watteau (1684-1721)

## Século XIX

### Neoclassicismo
Os principais representantes do neoclassicismo na França são: Joseph-Marie Vien (1716-1809), Claude Joseph Vernet (1714-1789), Jean-Baptiste Greuze (1725-1805), Élisabeth Vigée Le Brun, Marguerite Gérard, Hubert Robert (1733-1808), Pierre-Henri de Valenciennes, Jacques-Louis David (1748-1825), o líder da Escola, Pierre-Narcisse Guérin, Jean-Germain Drouais, Pierre Peyron, Joseph-Benoît Suvée, François-André Vincent, Henri-Pierre Danloux, François Gérard, Louis Léopold Boilly e Dominique Ingres (1780-1867).

### Romanticismo
A pintura romântica francesa era às vezes chamada de "romantismo teatral". Ao contrário do romantismo alemão, baseava-se menos na expressão de ideias filosóficas do que na obtenção de efeitos extravagantes, com o uso dramático da cor e do movimento. As figuras eram torcidas ou esticadas, as telas estavam repletas de figuras e as linhas, por vezes, eram imprecisas. Os locais utilizados eram frequentemente exóticos, geralmente no Egito ou no Império Turco.
Uma das primeiras figuras proeminentes da pintura romântica francesa foi Hubert Robert, famoso especialmente por seus capricci, representações pitorescas de ruínas reais ou imaginárias na Itália e na França. Entre elas, sua visão de como seria a Grande Galeria do Louvre, destruída e coberta de vinhas.
Anne Louis Girodet foi uma das primeiras pintoras importantes do romantismo francês. Aluna de Jacques Louis David. Seu trabalho foi muito admirado por Napoleão; ele pintou As Sombras dos Heróis Franceses que morreram nas Guerras da Liberdade, recebidas por Ossian (1802) especialmente para o salão principal da casa de Napoleão em Malmaison. 
O primeiro grande pintor do romantismo francês foi Théodore Géricault (1791–1824). Ele fez sua reputação pintando os caçadores da Guarda Imperial de Napoleão. 
O pintor francês mais frequentemente associado ao romantismo é Eugène Delacroix (1798–1863). Delacroix tentou sete vezes entrar na Academia de Belas Artes sem sucesso; ele finalmente entrou com o apoio político do ministro das Relações Exteriores de Napoleão, Talleyrand. Os autores favoritos de Delacroix eram Shakespeare e Lord Byron, e ele procurou retratar vividamente os ápices da tragédia. Ele é mais conhecido por A Liberdade liderando o Povo (1830), mostrado no Salão de 1831, inspirado pelo combate do lado de fora do Hotel de Ville em Paris durante a Revolução de Julho de 1830. 

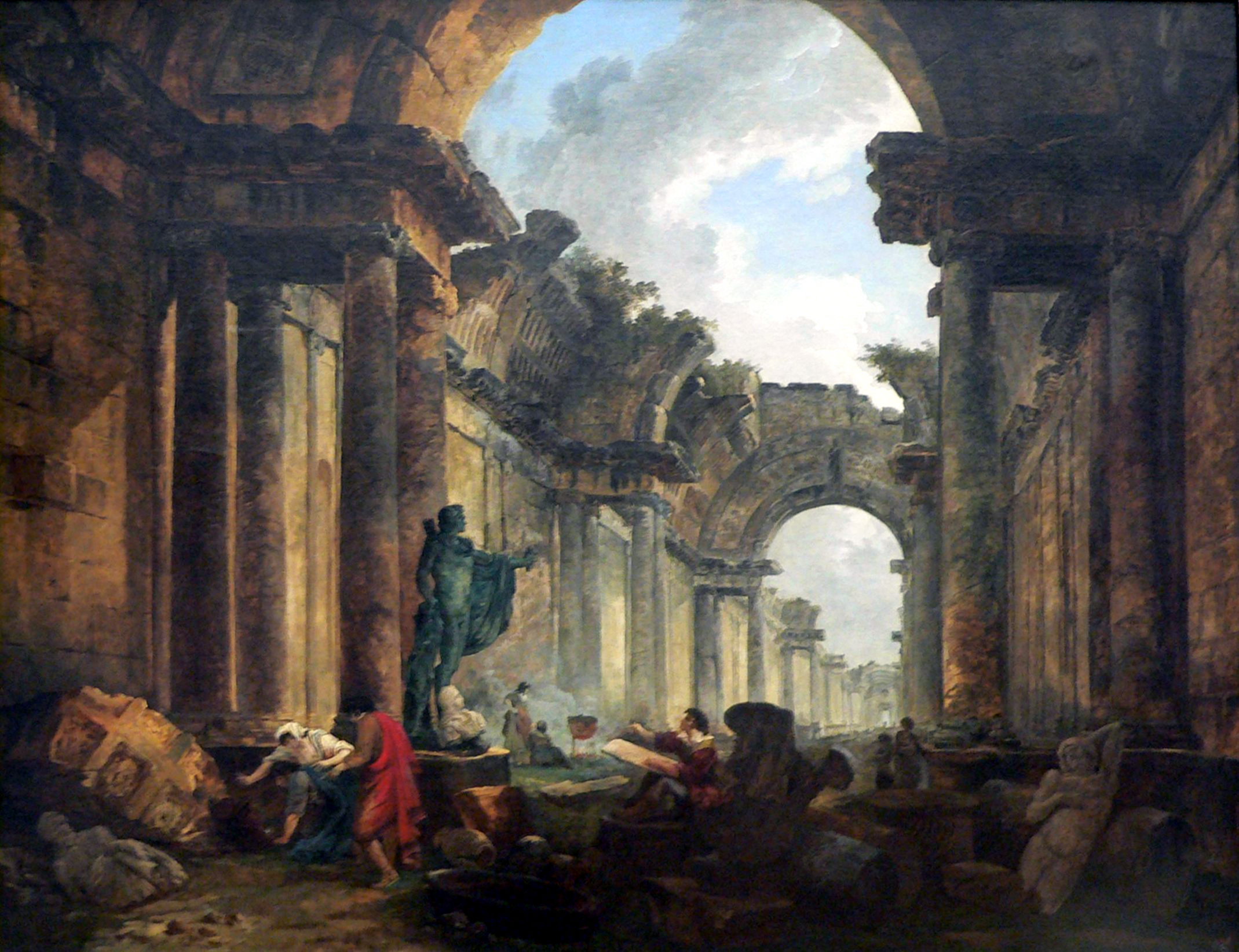
Imaginary View of the Grand Gallery of the Louvre in Ruins, Hubert Robert (1796) (Louvre)
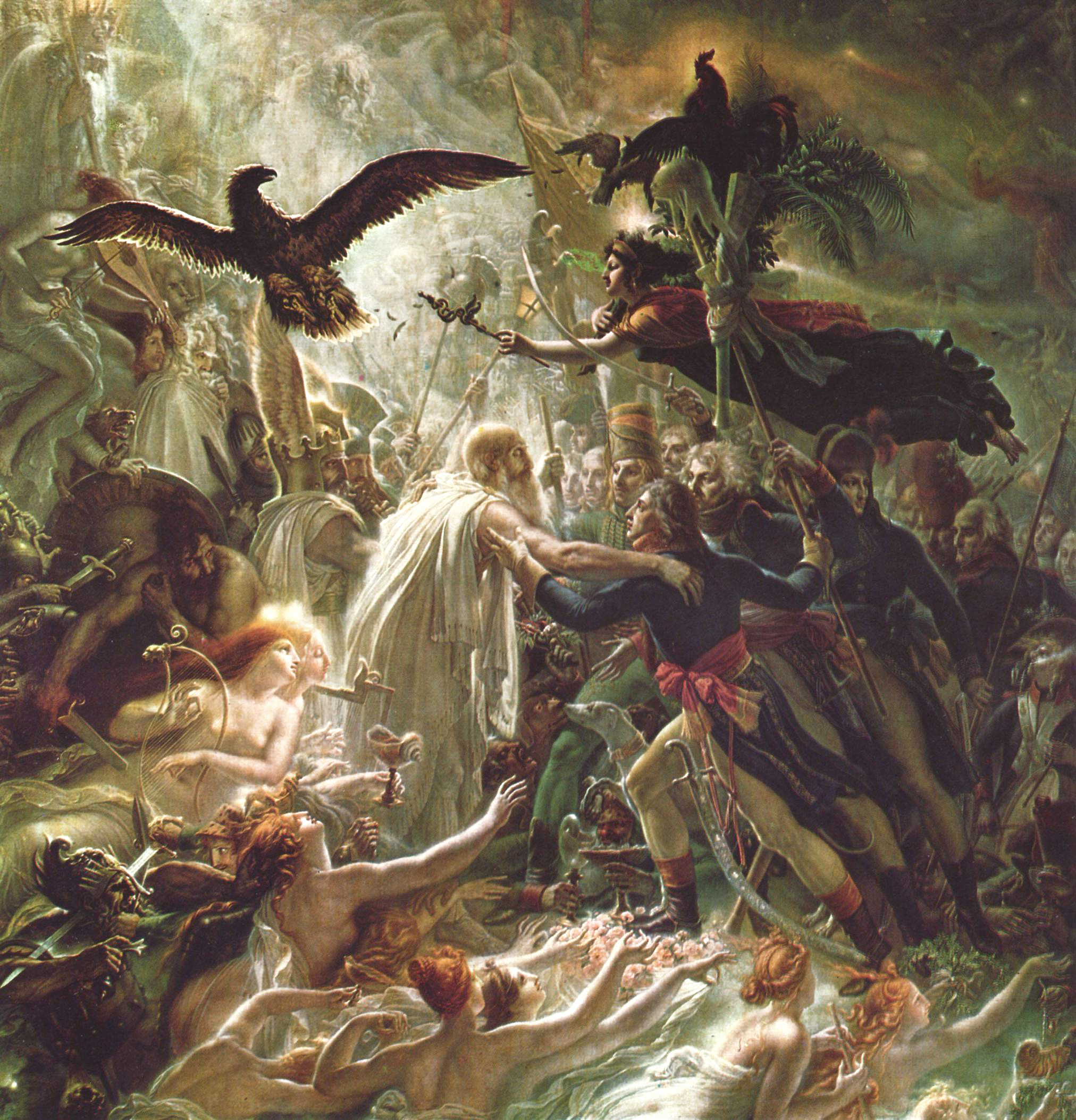
The Shadows of French Heroes who died in the wars of Liberty, received by Ossian Anne-Louis Girodet, (1802), Chateau de Malmaison
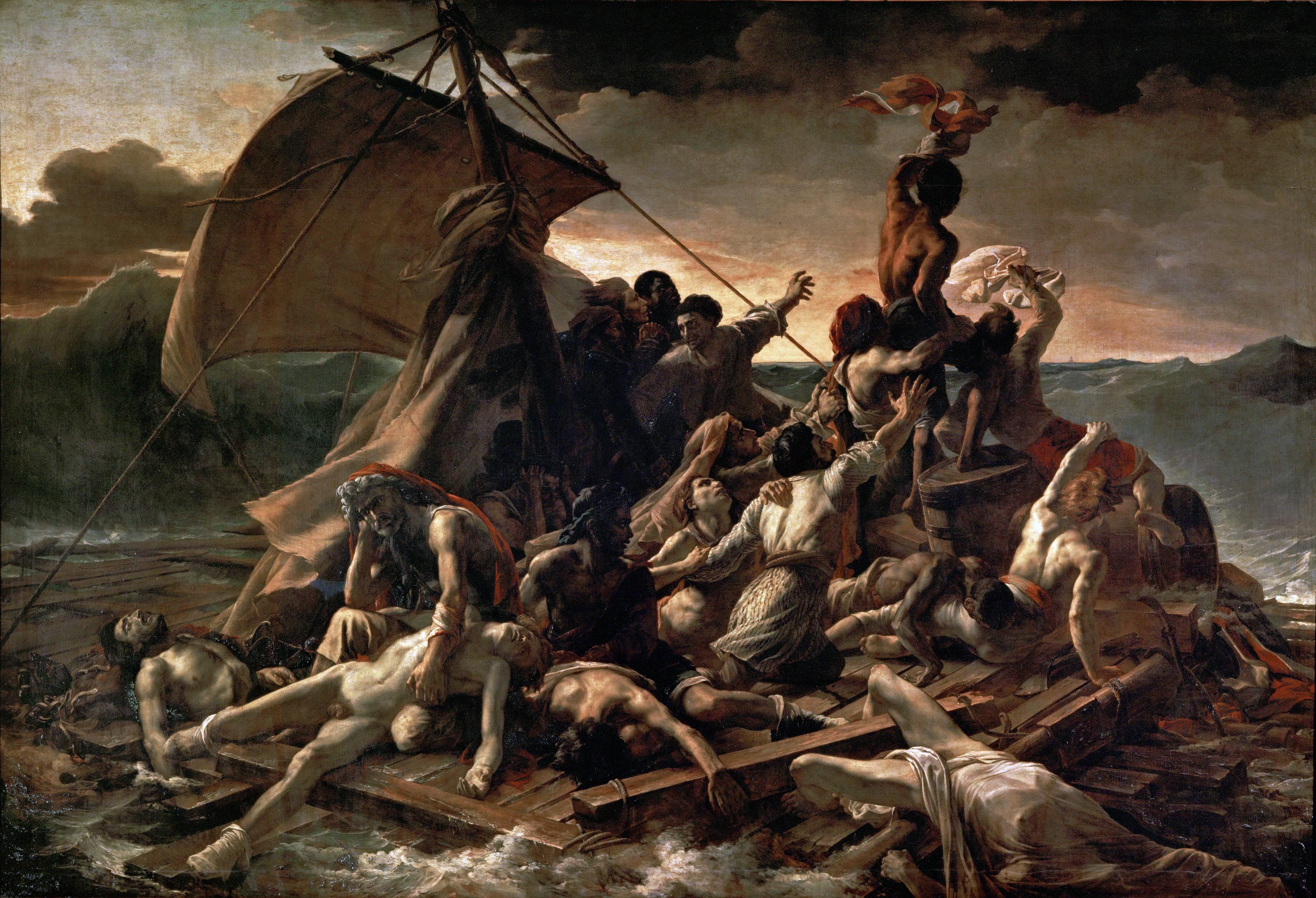
The Raft of the Medusa by Théodore Géricault (1818–1819) (The Louvre)
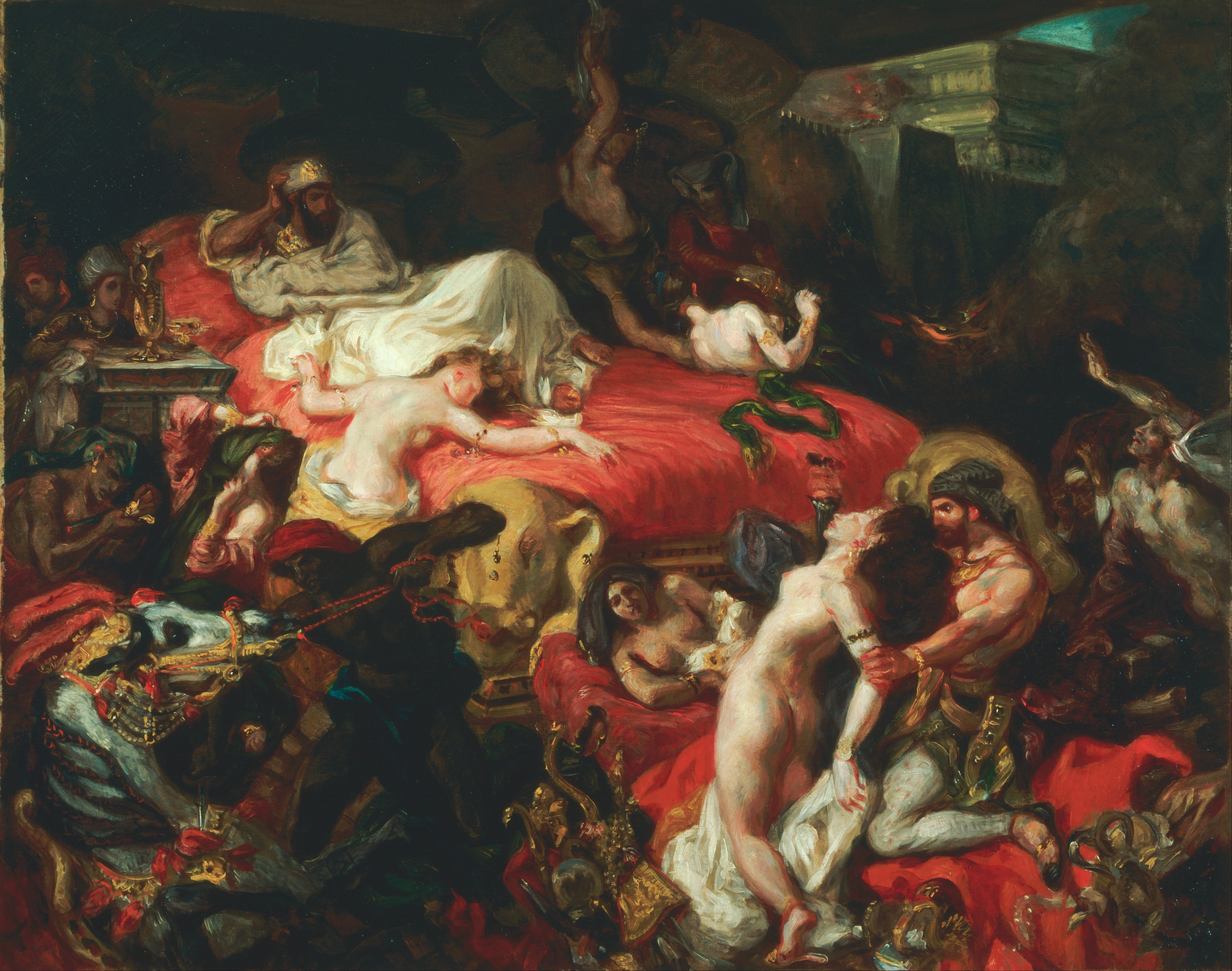
The Death of Sardanapalus by Eugène Delacroix (1827), Philadelphia Museum of Art
Liberdade Guiando o Povo, Eugène Delacroix  (1830)

A pintura romântica posterior manteve o conteúdo romântico, mas era geralmente mais precisa e realista no estilo, adaptando-se às exigências da Academia Francesa. Figuras importantes na pintura romântica francesa posterior incluíram o suíço Charles Gleyre (1806–1874). Ele era famoso como professor, e alguns de seus alunos mais tarde se tornaram proeminentes em estilos muito diferentes; eles incluíam Claude Monet, Pierre-Auguste Renoir, Alfred Sisley e James Abbott McNeill Whistler.
Thomas Couture foi outro proeminente pintor romântico tardio, que combinou pintura histórica e romantismo. Ele foi professor na École des Beaux-Arts e, como Gleyre, ensinou vários pintores famosos posteriores, incluindo Édouard Manet, Henri Fantin-Latour e Pierre Puvis de Chavannes.